# Фрейдліс Авігдор Юрійович
Авігдор Юрійович Фрейдліс (нар. 14 серпня 1969, м. Київ, УРСР) — український актор театру та кіно, режисер, театральний діяч, педагог, заслужений артист України (2017), художній керівник, директор Єврейського музично-драматичного театру імені Шолом-Алейхема. Член Національних спілок театральних діячів України та митців Ізраїлю.

## Життєпис
Народився 14 серпня 1969 року в місті Київ. Онук Мойсея Гольдблата — художнього керівника Київського та Біробіджанського Державних єврейських театрів, засновника та першого керівника циганського театру «Ромен».
Здобув освіту:
- Ленінградський державний інститут театру, музики та кіно ім. М. Черкасова , спеціальність: актор театру та кіно (1986—1988);
- Ленінградський державний інститут театру, музики та кіно ім. М. Черкасова, спеціальність: актор театру та кіно (1989—1990);
- Ленінградський державний інститут театру, музики та кіно ім. М. Черкасова, спеціальність: режисер драматичного театру (1990-1992); Національний університет Тель-Авів , Ізраїль, спеціальність: режисер драматичного театру (1992-1994).

З 1994-1998 рік педагог КДІТМ ім. Карпенка-Карого.

## Режисерські та акторські роботи в театрі
- «Амадей» П. Шеффера — Моцарт
- «Ромео і Джульєтта» В. Шекспіра — Бенволіо
- «Сміх, сльози та кохання» Шолом-Алейхема, Т. Шевченка
- «Рай для двох» Є. Ісаєва
- «Баядера» І.Кальмана — Луї-Філіпа
- «Наречена та ловець метеликів»
- «Удосвіта» О. Сандлера — Ведмедик Япончика
- «Царство небесне» М. Шаєвича за Шолом-Алейхемом
- «Тойбеле» І. Башевіс-Зінгера — Ребе
- «Руїни» Лесі Українки
- «Потяг за щастям» Шолом-Алейхема — Менахем-Мендл
- «Хмарочоси, хмарочоси» А. Фрейдліса за Віктором Шендеровичем — Гольдинер
- «Все тече – життя і доля» Б. Брехта, В. Гроссмана
- «Шоша» І. Башевіс-Зінгера — Арона Гредінгера
- «Дружина-єврейка» Б. Брехта — Фріца

## Нагороди та відзнаки
- 1991 — Гран-прі Міжнародного театрального фестивалю (м. Тарту, Естонія)
- 1993 — Перша премія Міжнародного театрального фестивалю (м. Акко, Ізраїль)
- 2000 — Лауреат II Міжнародного фестивалю театрального мистецтва «Блукаючі зірки» (м. Київ)
- 2002 — Лауреат IV Міжнародного фестивалю театрального мистецтва «Блукаючі зірки» (м. Київ)
- 2005 — Нагорода Державного комітету України у справах національностей та міграції
- 2005 — Почесна грамота Міністерства культури та мистецтв України
- 2005 — Подяка Київського міського голови
- 2006 — Лауреат VII Міжнародного фестивалю етнічних театрів України та єврорегіону «Етно-діа-сфера» (м. Мукачеве)
- 2007 — Заслужений артист України
- 2008 — Подяка Голови Дніпровської районної у місті Києві Ради
- 2008 — Почесна грамота Київського міського голови
- 2010 — Почесна грамота Національної спілки театральних діячів України
- 2010 — Подяка Прем'єр-міністра України
- 2015 — Грамота Верховної Ради України